# Kahuzi-Biega nationalpark
Kahuzi-Biega nationalpark (franska: Parc National de Kahuzi-Biega) är en nationalpark i Kongo-Kinshasa, känd som hemort för den starkt hotade östliga låglandsgorillan. Den grundades 1970 men utökades till sin nuvarande storlek 1975.
Nationalparken ligger i Kongo-Kinshasa cirka 3 mil från gränsen till Rwanda och är uppbyggda av två delar sammanknutna av en smal korridor. Dess östra del ligger i Mitumbabergen väster om Kivusjön i regionen Kivu i Kongo-Kinshasa; i denna del återfinns de slocknade vulkanerna Mont Kahuzi och Mont Biega som gett nationalparken dess namn. Denna del omfattar cirka 60 000 hektar. Den västra delen däremot ligger i Kongodalen är till ytan nästan tio gånger så stor, nämligen cirka 525 000 hektar.
Parken är en av de sista platserna med den sällsynta östliga låglandsgorillan. Det var här som Dian Fossey först studerade gorillor innan hon gav sig iväg till Rwanda. På grund av konflikter som härjat sedan 1990-talet i denna del av Afrika, beräknar man idag att det endast finns 600 gorillor kvar. Sannolikt har antalet minskat radikalt på grund av kriget i regionen.